# Thalkirchen (stanice metra v Mnichově)
Thalkirchen je stanice mnichovského metra. Leží na lince U3. Poblíž se nachází mnichovská ZOO Hellabrunn.